# 1978 en combiné nordique
| Années du combiné nordique : 1975 - 1976 - 1977 - 1978 - 1979 - 1980 - 1981    |
| Décennies du combiné nordique : 1940 - 1950 - 1960 - 1970 - 1980 - 1990 - 2000 |

Cette page reprend les résultats de combiné nordique de l'année 1978.

## Festival de ski d'Holmenkollen
L'épreuve de combiné de l'édition 1978 du festival de ski d'Holmenkollen fut remportée par le Finlandais Rauno Miettinen. C'était sa quatrième et dernière victoire, la précédente remontant à 1973. Il s'impose devant son compatriote Jouko Karjalainen. Le Norvégien Tom Sandberg, qui avait gagné en 1974, est troisième.

## Jeux du ski de Lahti
L'Allemand de l'Est Konrad Winkler remporte l'épreuve de combiné des Jeux du ski de Lahti 1978, qui est le Championnat du monde. Le deuxième est le Finlandais Rauno Miettinen. Ulrich Wehling, qui porte les couleurs de l'Allemagne de l'Est, est troisième.

## Jeux du ski de Suède
L'épreuve de combiné des Jeux du ski de Suède 1978 fut remportée par le coureur finlandais Jorma Etelälahti. Le Norvégien Tom Sandberg retrouve la place de deuxième qui était la sienne en 1976. Un compatriote du vainqueur, Rauno Miettinen, est troisième.

## Championnat du monde
Le Championnat du monde eut lieu en Finlande, à Lahti, lors des Jeux du ski éponymes. L'épreuve de combiné fut remportée par l'Allemand de l'Est Konrad Winkler devant le Finlandais Rauno Miettinen. Un compatriote du vainqueur, Ulrich Wehling, est troisième.

## Universiade
L'édition hivernale des Universiades n'avait pas eu lieu depuis 1972. L'édition 1978 s'est déroulée à Špindlerův Mlýn, en Tchécoslovaquie. L'épreuve de combiné fut remportée par le Soviétique Leonid Cascin devant son compatriote Sergueï Matveïev. Le Finlandais Kari Helppikangas est troisième.

## Coupe de la Forêt-noire
La coupe de la Forêt-noire 1978 fut remportée par le Finlandais Rauno Miettinen, et ce pour la troisième fois.

## Championnat du monde juniors
Le Championnat du monde juniors 1978 a eu lieu à Murau, en Autriche. Il a couronné l'Allemand de l'Ouest Hermann Weinbuch devant les Allemands de l'Est Andreas Fleischmann et Uwe Dotzauer.

## Championnats nationaux

### Championnats d'Allemagne
Les résultats du Championnat d'Allemagne de l'Ouest de combiné nordique 1978 manquent.
À l'Est, l'épreuve du championnat d'Allemagne de combiné nordique 1978 fut remportée par le champion sortant, Ulrich Wehling, devant Günter Schmieder et Werner Leipold. C'est là le cinquième titre national d'Ulrich Wehling.

### Championnat d'Estonie
Le Championnat d'Estonie 1978 s'est déroulé à Otepää.
Il fut remporté par Kalev Aigro devant Hasso Jüris, dont c'est la troisième place de vice-champion consécutive. Andres Kõrve est troisième.

### Championnat des États-Unis
Le championnat des États-Unis 1978 s'est tenu à Winter Park, dans le Colorado.
Il a été remporté par Jim Galanes pour la troisième fois consécutive.

### Championnat de Finlande
Les résultats du championnat de Finlande 1978 manquent.

### Championnat de France
Les résultats du championnat de France 1978 sont incomplets. James Yerli a remporté l'épreuve.

### Championnat d'Islande
Le championnat d'Islande 1978 fut remporté par Björn Þór Ólafsson, le champion sortant.

### Championnat d'Italie
Peu de changements sur le podium du championnat d'Italie : l'édition 1978 fut remportée par le champion en titre, Francesco Giacomelli, devant le vice-champion en titre, Amedeo Benedetti. Enrico Zangrandi est troisième de l'épreuve.

### Championnat de Norvège
Le vainqueur du championnat de Norvège 1978 fut le champion sortant, Tom Sandberg. Il s'impose devant Hallstein Bøgseth, qui progresse d'une place par rapport à l'année précédente. Arne Morten Granlien est troisième.

### Championnat de Pologne
Le championnat de Pologne 1978 fut remporté par Stanisław Kawulok, du club ROW Rybnik, qui retrouvait là son titre de 1976.

### Championnat de Suède
Le champion de Suède sortant, Per Balkåsen, du club Sysslebäcks SK, remporte l'épreuve. Le titre des clubs ne fut pas décerné.

### Championnat de Suisse
Les résultats du Championnat de Suisse 1978 manquent.